# Bataille de Cascina
Pour l'œuvre de Michel-Ange, voir La Bataille de Cascina.
La bataille de Cascina, livrée le 28 juillet 1364 près de Cascina, sur les bords de l'Arno, est une victoire de Florence sur Pise. Elle est surtout célèbre par le carton de Michel-Ange aujourd'hui perdu, la Bataille de Cascina.

## Historique
La victoire de Florence fait suite à une récente défaite face aux forces pisanes, qui avait permis au mercenaire John Hawkwood, commandant l'armée de Pise, de piller et saccager la Valdinievole, Prato et la région allant du Mugello à Pistoia, avant de marcher en direction de Florence. 
Hawkwood combattait aux côtés de Hanneken von Baumgarten (Anichino/Annichino Bongarden/Bongarten|Bongardo) et avait 3 000 cuirassiers à sa disposition.
La défense de Florence a été organisée par Enrico di Monforte. Outre la garnison de la ville, Florence a engagé 11 000 fantassins, 4 000 chevaliers et 400 arbalétriers sous les ordres de Ricceri Grimaldi et les a placés sous le commandement de Galeotto I Malatesta, Pandolfo II Malatesta ayant été relevé de son commandement. 
Les forces de Malatesta ont engagé le combat dans la commune de Monte San Savino, au sud-est de Cascina et ont remporté une nette victoire.
Les pisans ont déploré des milliers de blessés ainsi que la capture d'environ 2 000 de leurs soldats.

## Déroulement de la bataille
Le déroulement de la journée est décrit par Filippo Villani dans sa Cronica (1834) :
« Le 28 juillet, les armées florentines commandées par Galeotto I Malatesta se présentent aux portes de Cascina près de Pise. La route est dégagée mais la température est insupportable. Les armures des soldats sont un supplice sous le soleil brûlant et ils furent nombreux à s'en séparer afin de se baigner dans l'Arno. Le Capitaine est âgé et convalescent à cause d'une forte fièvre et cet après-midi, il se repose laissant le camp désorganisé et sans défense. Les espions pisans font part de la situation à leur armée guidée par John Hawkwood (Giovanni l'Acuto). Néanmoins dans le camp florentin, Manno Donati et son ami Bonifacio Lupi, marquis de Soragna veillent, ils craignent que John Hawkwood s'approche et alertent leur camp, mais le Capitaine Malatesta, continue sa sieste et délègue aux deux amis le soin d'organiser les éventuelles défenses. Ainsi Manno et Bonifacio font préparer sur la route qui mène à Pise, en vue de la Badia di San Savino, un groupe de soldats florentins et arétins, flanqués par 400 arbalétriers génois de Ricceri Grimaldi.
John Hawkwood teste par trois escarmouches les forces florentines afin de déterminer le meilleur angle d'attaque mais attend néanmoins que le soleil tourne en sa faveur afin d'éblouir les ennemis et que le vent marin se lève pour qu'il propage la poussière aveuglante de la bataille vers les Florentins.
Il commet néanmoins deux erreurs fondamentales :
- La distance routière entre les deux armées est erronée et plus longue que celle calculée.
- La chaleur opprimante rend les armures telles des fours sur le corps de ses soldats, qui étant pratiquement tous d'origine allemande ou anglaise ne sont pas habitués à combattre à de telles températures qui les rendent plus faibles et lents dans leurs manœuvres.

Au moment de l'attaque, le premier rang de l'armée pisane est composé de cavaliers anglais, suivis par l'infanterie pisane, puis vient le commandant Hawkwood avec le gros de la cavalerie, momentanément à pied.
L'assaut rapide porte les Anglais dans le camp florentin sans que ceux-ci aient pu organiser une quelconque défense. Toutefois les Florentins contiennent le choc des assaillants et tandis que le gros des défenseurs résiste, Manno Donati et ses compagnons sortent du camp et affrontent les pisans sur le flanc droit.
La cavalerie allemande des florentins, guidée par Arrigo da Monforte, ralentit l'assaut et enfonce les lignes pisanes jusqu'à l'arrière garde et aux approvisionnements.
Sur l'autre côté, les arbalétriers génois, placés dans les ruines des maisons et dans les aspérités du terrain, tirent sur les pisans.
Hawkwood comprend que l'attaque surprise a échoué et pour ne pas risquer de perdre la totalité de sa Compagnie, il fait replier le gros de ses troupes anglaises sous les murs de San Savino.
Le gros des piétons pisans est ainsi soudainement abandonnée à lui-même, devenant l'objet d'une violente contre-attaque des florentins. Toute la campagne environnante est le théâtre d'une chasse acharnée aux fantassins pisans en fuite et à leur merci.
La route vers Pise est dégagée et la ville est à la merci des florentins mais Malatesta qui ne s'attendait pas à une telle victoire préfère s'arrêter là, malgré les demandes appuyées pour la conquête de Pise provenant des rangs florentins. Il fait rassembler les troupes, réunir les prisonniers tandis que les troupes anglaises se réfugient dans l'abbaye de San Savino, où les jours suivants, de nombreux soldats mourront des suites de leurs blessures.
Le lendemain est consacré à la recherche des morts et des blessés dispersés dans la campagne : il y en a partout, dans les fossés, vignes, champs, de nombreux corps flottent sur l'Arno et dérivent vers Pise.
La journée a donné plus de 1 000 morts et 2 000 prisonniers : les étrangers ont été aussitôt libérés, mais comme d'habitude, les pisans sont conduits à Florence ».

## Peinture sur la bataille
En 1503, la Seigneurie de Florence  lança un programme prestigieux de décoration pour la Sala del Consiglio (aujourd’hui Sala dei Cinquencento) du Palazzo Vecchio. La république avait succédé au règne de Laurent le Magnifique et à la tyrannie de Savonarole. Il s’agissait pour elle, à la fois de rivaliser avec le mécénat des Médicis, et d’exalter la grandeur  et la puissance de Florence. On commanda donc à Léonard de Vinci une fresque célébrant la victoire d'Anghiari sur les Milanais, et une autre, l'année suivante, à Michel-Ange, sur la victoire de Cascina contre les Pisans.
Michel-Ange installa  son atelier à  l’Hôpital dei Tintori de San’Onofrio.  On sait que le 31 octobre 1504, le papier pour le carton avait déjà été fourni. Il y travailla jusqu’à son départ pour Rome en 1505 et l’acheva à son retour à Florence en 1506. En mai 1506, Léonard de Vinci quittait Florence pour Milan, abandonnant, inachevée, sa Bataille d'Anghiari. Dans le même temps, Michel-Ange renonçait à la Bataille de Cascina, et rejoignait Bologne où il travailla pendant deux ans à la statue de bronze du pape Jules II qui devait orner la façade de la basilique San Petronio.